# Скоблич-Брдо
45°25′ пн. ш. 15°18′ сх. д. / 45.41° пн. ш. 15.3° сх. д.
Скоблич-Брдо (хорв. Skoblić Brdo) — населений пункт у Хорватії, в Карловацькій жупанії у складі громади Босилєво.

## Населення
Населення за даними перепису 2011 року становило 2 осіб.
Динаміка чисельності населення поселення: